# Le Maître d'école
Le Maître d'école é uma comédia francesa, dirigida por Claude Berri e lançada em 1981.

## Elenco
- Coluche : Gérard Barbier
- Josiane Balasko : Ms Lajoie
- Roland Giraud : Mr. Meignant